# 西山駅 (福岡県)
西山駅（にしやまえき）は、福岡県北九州市八幡西区春日台五丁目にある、筑豊電気鉄道筑豊電気鉄道線の駅である。駅番号はCK10。

## 歴史
- 1965年（昭和40年）12月24日：開業。

## 駅構造
相対式ホーム2面2線を有する地上駅。無人駅である。
| ホーム | 路線        | 行先                 | 備考 |
| ------ | ----------- | -------------------- | ---- |
| 1      | ■筑豊電鉄線 | 楠橋・筑豊直方方面   |      |
| 2      | ■筑豊電鉄線 | 永犬丸・黒崎駅前方面 |      |

※実際には上記ののりば番号標はない、上記の番号は列車運転指令上の番線番号である。

## 利用状況
2021年度の1日平均乗降人員は278人である。
近年の1日平均乗降人員は下表のとおりである。
| 年度               | 1日平均 乗降人員 |
| ------------------ | ---------------- |
| 2011年（平成23年） | 372              |
| 2012年（平成24年） | 367              |
| 2013年（平成25年） | 355              |
| 2014年（平成26年） | 335              |
| 2015年（平成27年） | 352              |
| 2016年（平成28年） | 361              |
| 2017年（平成29年） | 359              |
| 2018年（平成30年） | 372              |
| 2019年（令和元年） | 368              |
| 2020年（令和2年）  | 233              |
| 2021年（令和3年）  | 278              |

## 駅周辺
小高い山の切り通しの中に駅があり、近くに住宅街がある。下りホームのそばに変電所が設置されている。
- 春日台公民館

## 隣の駅
筑豊電気鉄道
■筑豊電気鉄道線
三ヶ森駅 (CK09) - 西山駅 (CK10) - 通谷駅 (CK11)